# Manuel Weber
Manuel Weber (Villaco, 28 agosto 1985) è un ex calciatore austriaco, centrocampista.

## Carriera

### Club
Comincia la sua carriera da professionista nel Kärnten e nell'Austria Kärnten, per poi trasferirsi nel 2009 allo Sturm Graz.

### Nazionale
Debutta il 7 giugno 2011 con la nazionale austriaca, in un'amichevole contro la Lettonia, vinta proprio a Graz per 3-1.